# チョナン派
チョナン派（チベット文字：ཇོ་ནང་）は、チベット仏教の学派の1つ。
12世紀にガムポパの薫陶を受けた人々によってカギュ派から6つの僧団が建てられ、チベットに多様な僧院文化が展開された。その後、14世紀に新たに生じた第7の僧団がチョナン派である。「チョナン」の名はチョモナン寺院を本拠としたことに由来し、同僧団で最大の著作家の一人トルポパ・シェーラプ・ギェルツェン（en:Dolpopa Sherab Gyaltse ）によれば、彼の師匠であったクンパン・トゥクジェ・ツォンドゥーから遡ること7代前の師であり、時輪タントラを修めたユモ・ミキョ・ドルジェ（en:Yumo Mikyo Dorje）を師祖とするという。基となったカギュ派もヒンドゥー教の影響が強い学派だったが、チョナン派はアートマンの存在を認めているとも解釈できる「他空説」(en:Shentong)を定式化し、大乗仏教において異端とも言える僧団となった。
17世紀にダライ・ラマ5世が即位すると彼の支持母体であるゲルク派（黄帽派）が勢力を拡大し、著述家であり最後の大学匠となるターラナータの死後にチョナン派の全ての僧院は閉鎖され、同派の書物は焚書となった。
チョモナン寺院はガンデン・プンツォクリンと改名され、1959年まで存続した。近年はダライ・ラマ14世の協力で復興運動が起こっている。